# X (латиниця)
X, x («ікс») — 24-а літера латинського альфабету, яка походить від грецької хі (Χ, χ), виглядає так само, як літера Х, х у кирилиці. У римській системі числення означає число 10.
У польській, фінській, румунській та інших мовах ця літера використовується тільки в запозичених словах. Є 32-ю літерою албанського альфабету, позначає звук МФА: [d͡z] і називається дза (алб. xë ə [d͡z]).

## Історія
У давньогрецькій мові «Χ» і «Ψ» були одними з кількох варіантів однієї літери, спочатку використовуваної для /kʰ/, а пізніше, у західних областях, таких як Аркадія, як спрощення орграфа «ΧΣ» для /ks/. Зрештою, більш консервативні східні форми стали стандартом класичної грецької мови, і, таким чином, «Χ» (Chi) означало /kʰ/ (пізніше /x/; палаталізовано до [ç] у новогрецькій перед голосними переднього боку). Проте етруски перейняли «Χ» із західногрецької мови, і тому ця літера означає /ks/ в етруській та латинській мовах, а не /x/ як у новогрецькій мові, який у кирилиці теж передають літерою Хх.
Літера 'Χ' ~ 'Ψ' для /kʰ/ була грецьким доповненням до альфабету, розміщеним після семітських літер разом з фі 'Φ' для /pʰ/.

## Способи кодування
В Юнікоді велика X кодується як U+0058 , мала x — U+0078.
Код ASCII для великої X — 88, для малої x — 120; або у двійковій системі 01011000 та 01111000 відповідно.
Код EBCDIC для великої X — 231, для малої x — 167.
NCR код HTML та XML — «X» та «x» для великої та малої літер відповідно.
| Фонетичний алфавіт НАТО   | Фонетичний алфавіт НАТО | код Морзе                      | код Морзе    |
| X-ray                     | X-ray                   | –··–                           | –··–         |
|                           |                         |                                | ⠭            |
| Морський прапорний сигнал | Семафорна абетка        | Американська мова жестів (ASL) | Шрифт Брайля |